# El Valle (Granada)
El Valle es un municipio español de la provincia de Granada, en la comunidad autónoma de Andalucía. Cuenta con una superficie de 25,91 km², una población de 938 habitantes (2017) y una densidad de población de 36,2 hab/km². Está compuesto por las poblaciones de: Melegís, Restábal y Saleres. El ayuntamiento está actualmente en Restábal.
La economía local, tradicionalmente dependiente de la agricultura (sobre todo del cultivo de cítricos), ha ido evolucionando hacia el turismo, siendo así que en la actualidad se localizan en el municipio algunas empresas inmobiliarias que se dedican a promocionar en el mercado alemán, inglés y francés antiguas propiedades rurales abandonadas.

## Demografía
El Valle cuenta con una población de 937 habitantes (INE 2024).
| Gráfica de evolución demográfica de El Valle entre 1981 y 2021 |
| |
| Población de derecho según los censos de población del INE Población de hecho según los censos de población del INEEn 1972 aparece este municipio porque se fusionan los municipios Melegís, Restábal y Saleres |

## Economía

### Evolución de la deuda viva municipal
| Gráfica de evolución de Deuda viva del Ayuntamiento de Valle (El) entre 2008 y 2019                                |
| |
| Deuda viva del Ayuntamiento de Valle (El) en miles de Euros según datos del Ministerio de Hacienda y Ad. Públicas. |

## Administración y política

### Elecciones municipales
Los resultados en El Valle de las elecciones municipales, celebradas en mayo de 2023, son:
| Elecciones Municipales - El Valle (2023)           | Elecciones Municipales - El Valle (2023) | Elecciones Municipales - El Valle (2023) | Elecciones Municipales - El Valle (2023) | Elecciones Municipales - El Valle (2023) |
| Partido político                                   | Votos                                    | Votos                                    | Concejales                               |                                          |
| -------------------------------------------------- | ---------------------------------------- | ---------------------------------------- | ---------------------------------------- | ---------------------------------------- |
| Partido Socialista Obrero Español (PSOE)           | 276                                      | 42,20 %                                  | 3                                        |                                          |
| Partido Popular (PP)                               | 187                                      | 28,59 %                                  | 2                                        |                                          |
| Agrupación Independiente de El Valle (A.I.VA)      | 99                                       | 21,96 %                                  | 1                                        |                                          |
| Agrupación de Electores Vecinos por El Valle (VxV) | 77                                       | 11,77 %                                  | 1                                        |                                          |

Los resultados en El Valle de las elecciones municipales, celebradas en mayo de 2019, son:
| Elecciones Municipales - El Valle (2019)           | Elecciones Municipales - El Valle (2019) | Elecciones Municipales - El Valle (2019) | Elecciones Municipales - El Valle (2019) | Elecciones Municipales - El Valle (2019) |
| Partido político                                   | Votos                                    | Votos                                    | Concejales                               |                                          |
| -------------------------------------------------- | ---------------------------------------- | ---------------------------------------- | ---------------------------------------- | ---------------------------------------- |
| Partido Socialista Obrero Español (PSOE)           | 305                                      | 47,14 %                                  | 3                                        |                                          |
| Partido Popular (PP)                               | 180                                      | 27,82 %                                  | 2                                        |                                          |
| Agrupación de Electores Vecinos por El Valle (VxV) | 161                                      | 24,88 %                                  | 2                                        |                                          |

Los resultados en El Valle de las elecciones municipales, celebradas en mayo de 2015, son:
| Elecciones Municipales - El Valle (2015)           | Elecciones Municipales - El Valle (2015) | Elecciones Municipales - El Valle (2015) | Elecciones Municipales - El Valle (2015) | Elecciones Municipales - El Valle (2015) |
| Partido político                                   | Votos                                    | Votos                                    | Concejales                               |                                          |
| -------------------------------------------------- | ---------------------------------------- | ---------------------------------------- | ---------------------------------------- | ---------------------------------------- |
| Partido Socialista Obrero Español (PSOE)           | 384                                      | 53,71 %                                  | 5                                        |                                          |
| Partido Popular (PP)                               | 164                                      | 22,94 %                                  | 2                                        |                                          |
| Agrupación de Electores Vecinos por El Valle (VxV) | 157                                      | 21,96 %                                  | 2                                        |                                          |

Los resultados en El Valle de las elecciones municipales, celebradas en mayo de 2011, son:
| Elecciones Municipales - El Valle (2011) | Elecciones Municipales - El Valle (2011) | Elecciones Municipales - El Valle (2011) | Elecciones Municipales - El Valle (2011) | Elecciones Municipales - El Valle (2011) |
| Partido político                         | Votos                                    | Votos                                    | Concejales                               |                                          |
| ---------------------------------------- | ---------------------------------------- | ---------------------------------------- | ---------------------------------------- | ---------------------------------------- |
| Partido Socialista Obrero Español (PSOE) | 507                                      | 60,86 %                                  | 6                                        |                                          |
| Partido Popular (PP)                     | 234                                      | 28,09 %                                  | 2                                        |                                          |
| Agrupación Independiente Valle (AIV)     | 84                                       | 10,08 %                                  | 1                                        |                                          |

## Hermanamiento
- Villeneuve-la-Rivière, Francia[4]